# Charles Powlett (5. książę Bolton)
Charles Powlett (1718 – 5 lipca 1765 w Londynie), brytyjski arystokrata, wojskowy i polityk, najstarszy syn Henry'ego Powletta, 4. księcia Bolton i Catherine Parry, córki Francisa Parry'ego. Kształcił się w Winchester College. Niedługo po ukończeniu nauki wstąpił do armii, gdzie dosłużył się stopnia podpułkownika w 1745 r. i generała-porucznika 12 marca 1752 r.
Jako polityk kontynuował rodzinną tradycję i związał się z wigami. Z ich ramienia zasiadał w Parlamencie w latach 1741 – 1754 z okręgu Lymington i w latach 1754 – 1759 z okręgu Hampshire. W 1752 r. wraz z awansem na stopień generalski, Powlett został kawalerem Orderu Łaźni. 22 grudnia 1758 r. został ponadto członkiem Tajnej Rady. Pełnił również funkcję Lorda Namiestnika Hampshire (1758 – 1763 i komendanta Tower (1754 – 1760).
W 1754 r., kiedy jego ojciec został 4. księciem Bolton, Powlett przyjął tytuł markiza Winchester. Tytuł 5. księcia Bolton przyjął po śmierci swojego ojca w 1759 r., wraz z przysługującym mu miejscem w Izbie Lordów.
5 lipca 1765 r., w swojej londyńskiej rezydencji Grosvenor Square, Bolton popełnił samobójstwo, strzelając sobie w głowę. Jego pogrzeb odbył się pięć dni później w Basing. Tytuły przejął jego młodszy brat, Harry.
Książę nigdy się nie ożenił. Ze związku z Mary Browne Banks miał nieślubną córkę, Jean Mary Browne-Powlett (ok. 1751 – 14 grudnia 1814), której przekazał większość swojej fortuny. Jean Mary poślubiła Thomasa Orde-Powletta, 1. barona Bolton.